# Botschaft Kap Verdes in Berlin

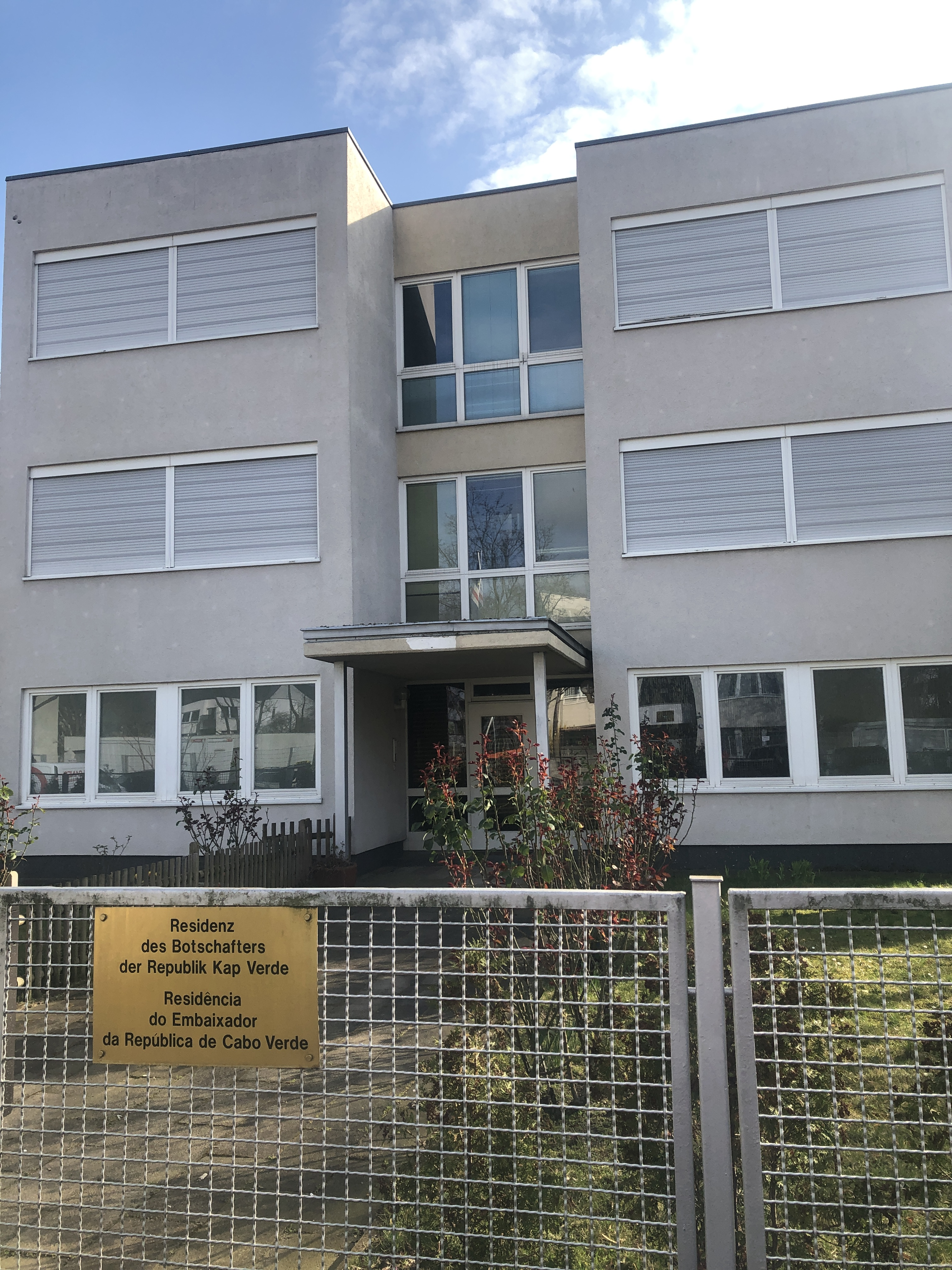
Botschaftsgebäude Stavangerstraße 16

Die Botschaft Kap Verdes in Berlin ist die diplomatische Vertretung der Republik Kap Verde in Deutschland. Sie befindet sich in der Stavangerstraße 16 im Ortsteil Prenzlauer Berg des Bezirks Pankow.
Botschafter ist seit dem 4. November 2020 Emanuel Henrique Semedo Duarte.
Kap Verde unterhält Honorarkonsulate in Dreieich, Hamburg, Homburg und Stuttgart.

## Geschichte der diplomatischen Beziehungen
Die ehemalige portugiesische Kolonie Kap Verde wurde am 5. Juli 1975 unabhängig. Seit dem 5. August 1975 bestanden diplomatische Beziehungen zwischen Kap Verde und der DDR. Sie endeten mit der deutschen Wiedervereinigung im Jahr 1990. Der Botschafter Kap Verdes in Moskau war in der DDR zweitakkreditiert.
Am 1. Juli 1997 nahmen Kap Verde und die Bundesrepublik Deutschland diplomatische Beziehungen auf. Die Botschaft Kap Verdes hatte ihren Sitz in der Fritz-Schäffer-Straße 5 in Bonn. Wegen des Umzugs von Bundestag und Regierung nach Berlin verlegte auch sie ihren Sitz in die neue deutsche Hauptstadt. Sie befindet sich in der Stavangerstraße 16 in Berlin-Prenzlauer Berg.

## Botschafter (seit 2015)
- 2013, 8. Februar: Maria Cristina Rodrigues de Almeida Pereira[5]
- 2015, 10. November: Jaqueline Maria Duarte Pires Ferreira Rodrigues Pires[6]
- 2020, 4. November: Emanuel Henrique Semedo Duarte[7]

## Gebäude
Die Botschaft hat ihren Sitz in der Stavangerstraße 16 in Berlin-Prenzlauer Berg in einem 1973/74 errichteten dreigeschossigen genormten Würfelbau des Gebäudetyps „Pankow III“, der in der DDR für die Vertretungen mehrerer ausländischer Staaten errichtet wurde. Er wurde vom Architekten Eckart Schmidt entworfen und diente zunächst dem türkischen Botschafter in der DDR als Residenz.